# ISO 3166-2:LR
ISO 3166-2:LR é a entrada na ISO 3166-2, parte do padrão ISO 3166 publicado pela Organização Internacional para Padronização (ISO), que define códigos para os nomes das principais subdivisões da Libéria (Cujo código ISO 3166-1 alfa-2 é LR).
Atualmente, são atribuídos códigos a 15 condados. Cada código começa com LR-, seguido de duas letras.

## Códigos atuais
Códigos e nomes de subdivisão são listados como publicada no padrão oficial pelo ISO 3166 Agência de Manutenção (ISO 3166/MA). Clique no botão do cabeçalho, para classificar cada coluna.
| Código | Nome da subdivisão |
| ------ | ------------------ |
| LR-BM  | Bomi               |
| LR-BG  | Bong               |
| LR-GP  | Gbarpolu           |
| LR-GB  | Grand Bassa        |
| LR-CM  | Grand Cape Mount   |
| LR-GG  | Grand Gedeh        |
| LR-GK  | Grand Kru          |
| LR-LO  | Lofa               |
| LR-MG  | Margibi            |
| LR-MY  | Maryland           |
| LR-MO  | Montserrado        |
| LR-NI  | Nimba              |
| LR-RI  | River Cess         |
| LR-RG  | River Gee          |
| LR-SI  | Sinoe              |

## Mudanças
As seguintes alterações para a entrada ter sido feita e anunciada em boletins pela ISO 3166/MA desde a primeira publicação do ISO 3166-2 em 1998:
| Informativo | Data da publicação | Descrição da mudança no boletim |
| ----------- | ------------------ | --- |
| 2ª edição   | 13-12-2007         | Essa alteração foi feita na 2ª edição da norma ISO 3166-2, e não foi anunciada em nenhum boletim. (Adicionado: LR-GP Gbarpolu; LR-RG River Gee) |